# Шапорев, Герман Евгеньевич
Ге́рман Евге́ньевич Шапорев (род. 23 сентября 2000) — российский хоккеист, нападающий.

## Карьера
Герман Шапорев является воспитанником омского «Авангарда», в составе которого стал выступать на уровне Первенства России среди юношей по региону — Урал. В сезоне 2017/2018 начал привлекаться к играм на профессиональном уровне в состав молодёжной команды «Омские Ястребы». Следующий сезон молодой хоккеист также начал в Омске, однако уже осенью перебрался в систему усть-каменогорского «Торпедо», в составе которого провёл сезон за молодёжную команду «Алтай», а в сезоне 2019/2020 дебютировал за взрослую команду на уровне Высшей хоккейной лиги. Также, за вышеуказанный период, стал вторым бомбардиром в составе «Алтая» по итогам регулярного чемпионата, привлекался на Кубок Вызова в состав сборной «Востока», завоевав трофей, после чего Шапорев попал и на Матч звёзд КХЛ в команду дивизиона Боброва, где получил свою минуту славы, сначала отгрузив хет-трик в ворота Игоря Бобкова, а затем добавив ещё одну шайбу в финале турнира.
В начале сентября 2020 года Герман Шапорев подписал пробный контакт с китайским хоккейным клубом «Куньлунь Ред Стар», который в связи с эпидемиологической обстановкой в Мире вынужден провести сезон 2020/2021 в подмосковных Мытищах. 6 сентября 2020 года, в составе «Куньлуня», дебютировал в КХЛ, в гостевой игре против челябинского «Трактора». 10 сентября в гостевой игре против «Барыса», в возрасте 19 лет и 353 дней, забросил свою первую шайбу в карьере на уровне КХЛ и стал автором самого молодого гола в истории «Куньлуня», после чего подписал полноценный, двусторонний контракт с командой до конца сезона, позволяющий выступать как в основном составе, так и за фарм-клуб — ХК «Тамбов». 12 сентября Герман Шапорев оформил первый в карьере дубль, забросив дважды в гостевой игре в ворота новосибирской «Сибири». 23 ноября того же года, стало известно о переходе Шапорева в систему подмосковного «Витязя».